# Бажанов, Леонид Александрович
Леони́д Алекса́ндрович Бажа́нов (27 марта 1945, Москва — 11 января 2025, Москва) — российский искусствовед, историк искусства, куратор, художник, специалист по современному искусству второй половины ХХ — начала XXI века. Член-корреспондент РАХ (2011), заслуженный работник культуры Российской Федерации (2012).

## Биография
Родился 27 марта 1945 года в Москве.
Отец — Бамдас Александр Маркович (1905—1972), доктор технических наук, профессор.
Мать — Бажанова Александра Александровна (1908—1982), журналист.
После окончания средней школы (1962) писал краткие обзоры изданий по искусству для «Литературной газеты», учился в Московском авиационном институте, студии при Высшем художественном училище (Строгановском), Горьковском политехническом институте, Горьковском художественном училище (вольнослушателем), Московском архитектурном институте (вольнослушателем), частной художественной студии Бориса Биргера.
С 1968 по 1973 год учился на искусствоведческом отделении исторического факультета Московского государственного университета им. М. В. Ломоносова. С отличием защитил дипломную работу «Новейшие тенденции формообразования в современном искусстве».
С 1967 по 1985 год работал в Государственном музее изобразительных искусств им. А. С. Пушкина, в Государственных музеях Московского Кремля, Правлении Союза художников СССР, Центральном выставочном зале Москвы (Манеже), издательстве «Советский художник». В этот же период занимался живописью, был участником и организатором неофициальных художественных выставок в Москве, создавал документальные фильмы.
Основатель и руководитель Творческого объединения «Эрмитаж» (Москва, 1986—1987), ВТПО «Центр художественной культуры» (Москва, 1989), Центра современного искусства на Большой Якиманке (Москва, 1990—1992), Государственного Центра современного искусства. (Москва, с 1992 года) с филиалами в Санкт-Петербурге (с 1995), Нижнем Новгороде (с 1997), Калининграде (с 1997), Екатеринбурге (с 1999). Принимал участие в создании и работе других институций, работавших в сфере художественной культуры. Был одним из учредителей благотворительных фондов «Новое искусство» (Москва, 2002) и «Открытая галерея» (Москва, 2009).
С 1992 по 1997 год возглавлял управление/отдел изобразительного искусства Министерства культуры России.
Автор статей, посвящённых теории и практике современного искусства. Куратор художественных выставок в России и за рубежом, а также российских выставочных проектов на международных биеннале и триеннале в Венеции (российский комиссар Венецианской биеннале в 2001, 2002), Сан-Паулу, Стамбуле, Каире, Нью-Дели. Читал курсы лекций о современном изобразительном искусстве, архитектуре, дизайне; участник российских и международных научных конференций и симпозиумов.
Член различных общественных организаций, творческих союзов, ассоциаций, комиссий, советов и т. п.: Международной ассоциации художественных критиков (AICA), Академии художественной критики (Россия, с 2001 года), Ассоциации искусствоведов, Московского союза художников, государственной экспертной комиссии Федерального агентства по культуре и кинематографии РФ, комиссии по монументальному искусству Московской городской думы (1999—2007), международного совета Музея современного искусства (Рига, Латвия, с 2007), заместитель председателя совета Музея и общественного центра им. Андрея Сахарова (Москва, с 2007 года) и др.
Лауреат премии «Инновация» за вклад в развитие современного искусства.
Умер 11 января 2025 года в Москве в возрасте 79 лет, спустя ровно 53 года после смерти своего отца. Последние полтора месяца искусствовед находился в реанимации. Похоронен в Москве на Востряковском кладбище (участок 42).

## Публикации
- Технический прогресс и синтез искусств. — В кн.: Синтез архитектуры с другими видами искусства в условии «технизации» архитектуры: Тезисы докладов. М., 1972;

- Здравствуйте, господин Гоген! — Юность, 1973, № 6;
- Групповая выставка московских художников. — В кн.: Советская живопись '74. — М., Советский художник, 1976;
- К суждению об авангардизме и неоавангардизме // Советское искусствознание`77, вып.1. — М., Советский художник, 1978 (в соавт. с В. С. Турчиным);
- Концептуальные идеи неоавангардизма. — Творчество, 1978. № 5 (В соавторстве с В. С. Турчиным);
- За гранью искусства. — Декоративное искусство СССР, 1980, № 9. (В соавторстве с В. С. Турчиным);
- Возможности фотографии. — Техническая эстетика, 1982, № 6;
- Фотография и современное искусство: К проблеме инспирированности современного искусства фотографией. — Kunst, 1983, № 62/2;
- Изобразительное искусство как элемент культуры. — В кн.: Категории понятия марксистско-ленинской культуры. [Препринт] — М., АН СССР, Институт философии, 1985;
- Риторика тотального сомнения. — Творчество, 1989, № 2. (В соавторстве с В. С. Турчиным);
- Die Wiedergeburt der Avantgarde. — Tradition in Georgien. — In: Georgia on my Mind. — Kassel, Museum Fridericianum, 1989;

- La recontre USSR — Occident quinze questions. — Art Press, Paris, 1989, April, № 135;
- Вступительная статья — В: In the USSR and beyond. — Amsterdam, Stedelijk Museum, 1990;
- Галерея. (Этюд). — В кн.: Проблемы советского художественного рынка, вып. 1. — М., ART-MIF, 1990;
- Центр современного искусства. — Декоративное искусство, 1991, № 2;
- The World is Universal. As Well as Art. — Art Review, M., 1991;
- О Музее современного искусства в Ереване. — В кн.: Музей, вып. 9. — М., Советский художник, 1991;
- Абстрактное искусство. Опыт переосмысления. — В кн.: Советское искусствознание, вып. 27. — М., Советский художник, 1991. (В соавторстве с В. С. Турчиным);

- A Mosca! A Mosca! — In: A.B.Oliva, L.Bažanov. [Ercolano, Bologna. Каталог выставки]. — Verona, Veneczia, Olograf Edizioni, 1992. (2 издания);

- Nach Moskau! Nach Moskau! — In: A.B.Oliva, B.Groys, L.Bazhanov. [Karlsruhe. Каталог выставки]. — Milano, Bocca Editori, 1995;
- Начало или конец века? — Искусство, 1996/1997;
- Современное искусство и СМИ. актуальность прочтения. — В кн.: Современное искусство и средства массовой информации. материалы семинара. — С.-Петербург, Центр современного искусства Дж. Сороса, 1998;
- К вопросу о терминологии современного искусства. — В кн.: Чтения. Современное искусство: история, тенденции, перспективы развития. — Нижний Тагил, 2000;
- Вхождение современного искусства России в контекст мировой художественной практики: структуры, институты, стратегии. — В кн.: Чтения. Современное искусство: история, тенденции, перспективы развития. — Нижний Тагил, 2000;
- С автора начинается… — В кн.: Круг. Современные художники Дагестана. — М., 2001;
- Вы спросили, который час? — В кн.: Московское время. [Каталог выставки]. — М., ГЦСИ, 2002;
- Из разговора с устроителями выставки. — В кн.: Международный социо-культурный проект «Художник и оружие». — Калининград, ГЦСИ, 2005;
- Несколько сухих слов, скрывающих любовь. — В кн.: P.S. За красным горизонтом/Beyond the Red Horizon. [Каталог выставки]. — М., АРТХРОНИКА, 2005;
- De Dentro/В глубину. — В кн.: De Dentro: 6 contemporary Portuguese artists. [Каталог]. — М., Институт Камоэнса, ГЦСИ, 2006;

- Всё своё ношу с собой или Пиджак маминого знакомого. К вопросу о самоидентификации и ролевом поведении в современном русском искусстве // Культура в переходный период. В поисках идентификации через искусство в постсоветской России. Международная конференция, Йель, [США]. — М., ГЦСИ, 2006;

- Рихтер в Москве // Герхард Рихтер/Gerhard Richter. — М., Goethe-Institut, 2006;

- Плюсы и минусы Европы. — В кн.: Европа+. [Каталог выставки]. — М., ГЦСИ, 2006;
- По другую сторону сна, или Обретение реальности. — В кн.: По другую сторону сна. Современная мексиканская фотография. [Каталог выставки]. — М., ГЦСИ, 2007;
- Пространство в процессе изменения. — В кн.: Мастерская 20’07. Пространство/Space. — М., Московский музей современного искусства, 2007;

- Предисловие к немецкому изданию. Предисловие к русскому изданию // Позиции 5: Беседы с деятелями культуры современной России (Составители — Л. Бажанов и В .Иро). — М.: Государственный центр современного искусства, Goethe Institut, Akademie der Kunste, 2012 (В соавторстве с В. Иро);
- Координаты поколения // Координаты поколения/LXXV. Эдуард Штейнберг, Виктор Пивоваров, Игорь Шелковский. [Каталог выставки]. — М.: Государственный центр современного искусства, 2012;
- Свет в январе // Пространство Lucida. Феномен света в современной культуре. Т. 1. [Каталог выставки]. — М.: ГЦСИ, 2014;
- Негасимый свет // Пространство Lucida. Феномен света в современной культуре. Т. 2. [Каталог выставки]. — М.: ГЦСИ, 2014;
- ДАДА. Столетие // ПравDADA. — М.: ГЦСИ, 2016.